# Fred Ottevaire
Fred "Freddy" Ottevaire (Detroit, 12 de setembre de 1913 - ?) fou un ciclista estatunidenc, professional des del 1933 fins al 1937. Va destacar en les curses de sis dies.

## Palmarès
- 1934
  - 1r als Sis dies de Toronto (amb Reginald Fielding i Jimmy Walthour)
  - 1r als Sis dies de Buffalo (amb William Peden)
- 1935
  - 1r als Sis dies de Minneapolis (amb Frank Bartell)
- 1936
  - 1r als Sis dies de Minneapolis (amb Freddy Zäch)
  - 1r als Sis dies de Detroit (amb Freddy Zäch)
- 1937
  - 1r als Sis dies de Kansas City (amb Charles Winter)